# СДЭК

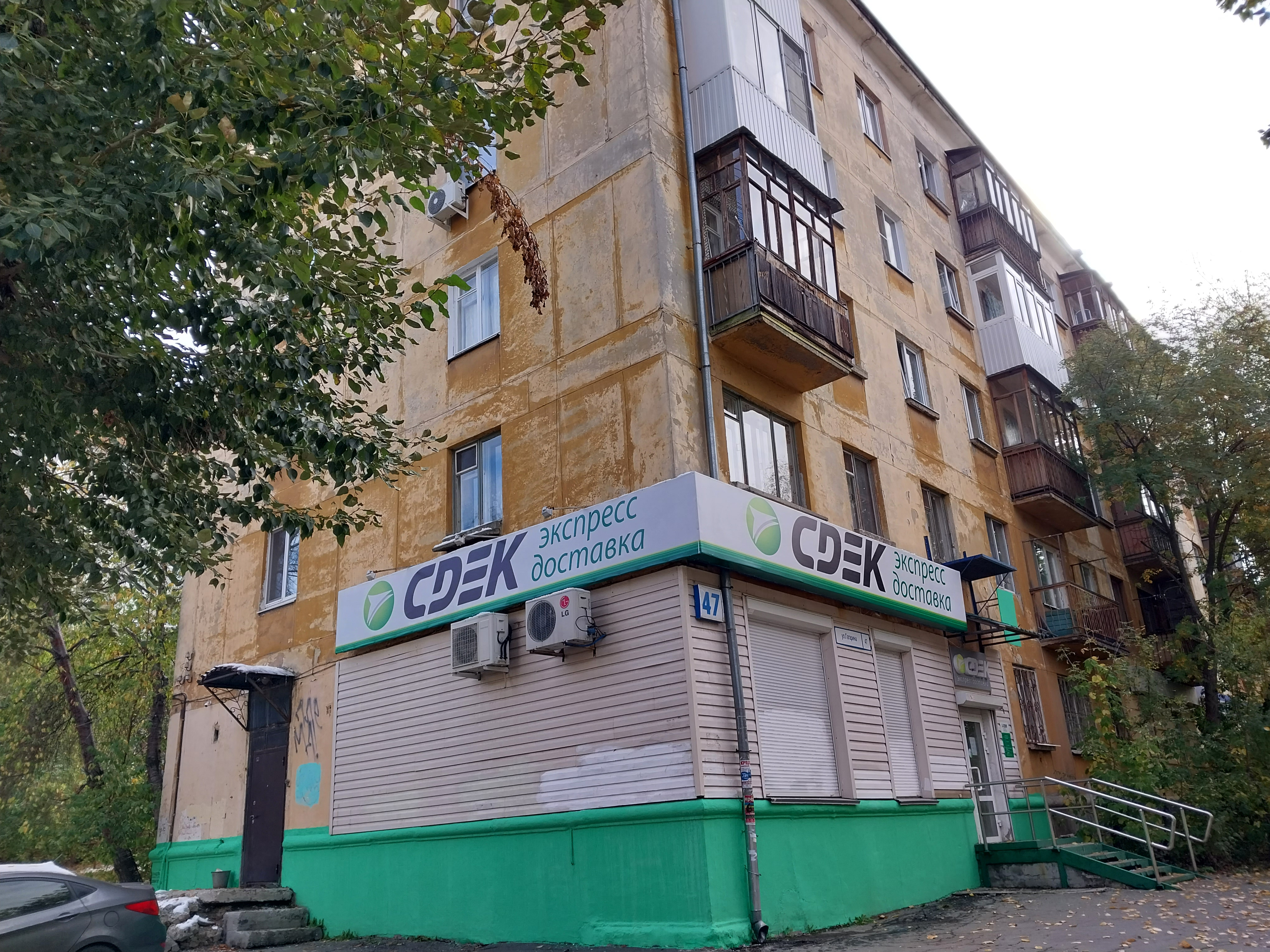
Офис в Екатеринбурге 2022

СДЭК («Служба доставки экспресс-курьером») — российский оператор доставки документов и грузов, основанный в 2000 году как оператор доставки товаров интернет-магазина korzina.ru по Сибирскому федеральному округу. Однако вскоре интернет-магазин закрылся, а логистический оператор развился до федеральной компании. Штаб-квартира расположена в Новосибирске.

## История
Основана 25 февраля 2000 года в Новосибирске как курьерская служба для перевозки заказов Интернет-магазина Korzina.ru по Сибири и Дальнему Востоку. Название компании образовано по первым буквам фразы «Служба доставки Экспресс-Курьер». Через некоторое время инвесторы потеряли интерес к интернет-ритейлеру и вплотную занялись развитием логистических услуг.

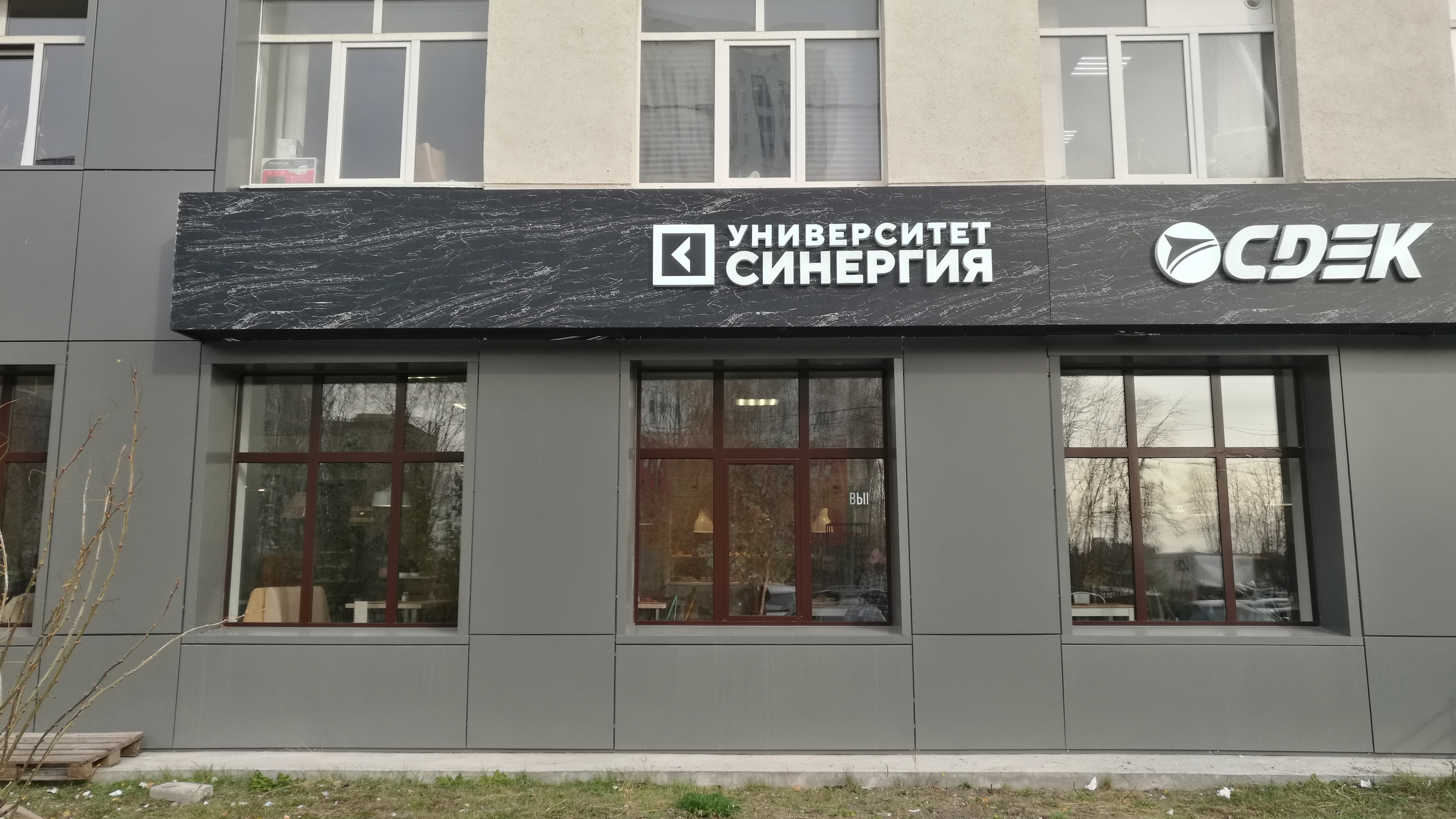
Пункт СДЭК в Тюмени

Сначала компания была заинтересована во внутрироссийской доставке в максимально сжатые сроки. Поэтому были разработаны логистические схемы, позволявшие доставлять грузы по Сибирскому федеральному округу в течение суток. Наладив доставку в восточной части страны, руководство компании в 2001 году приняло решение работать и в других регионах. Был открыт первый региональный офис в Москве, что позволило значительно увеличить количество направлений доставки.
С 2002 по 2009 год были открыты филиалы в Санкт-Петербурге, Барнауле, Томске, Владивостоке, Омске, Красноярске, Нижнем Новгороде, Самаре, Екатеринбурге, Хабаровске, Краснодаре, Волгограде, Перми, Воронеже, Уфе, Иркутске, Тюмени, Челябинске, Ростове-на-Дону, Казани, Кемерове, Туле, Калуге и Брянске.
С 2004 года началась международная деятельность компании по импорту и экспорту документов и грузов. В 2012 году компания вышла в Республику Казахстан, открыв собственное представительство в Алма-Ате (Казахстан), в 2014 году — представительства в Пекине (Китай) и Минске (Белоруссия). В январе 2016 года появилось представительство в Ереване (Армения).
С 2009 года введена в действие франчайзинговая модель бизнеса. На конец 2016 года офисы компании расположены в 6 странах мира, более 500 работает в России. Грузы и документы доставляются в более чем 20 000 городов в 220 странах и регионах. У компании более 420 собственных офисов и около 400 партнерских, порядка 5 000 машин для доставки документов и грузов.
Центральный офис СДЭК находится в Новосибирске, но один из основных сортировочных центров компании расположен в городе Москва. Второй крупный центр обработки отправлений находится в Санкт-Петербурге.
В 2020 году компания инвестировала более 600 млн руб. в создание собственной постаматной сети. Всего за 3 года в данную сеть планируется инвестировать ещё 4 млрд руб., пятая часть из которых будет направлена на разработку программно-аппаратного комплекса.
В апреле 2020 года введено ограничение на заключение договоров с физическими лицами. Вторым этапом стало информирование клиентов ФЛ об автоматическом расторжении договоров к 31.03.2020. Таким образом, СДЭК полностью перешел на договорную работу с юридическими лицами и самозанятыми гражданами.
В 2020 году СДЭК открыл 20 новых складов фулфилмент на территории России, Казахстана, Беларусии, Азербайджана. С 2022 года было запущено новое направление логистики для поставщиков маркетплейсов Wildberries, Ozon, Яндекс Маркет, работающих по модели FBO (Fulfillment by Operator).
4 февраля 2021 года ценные бумаги ООО «СДЭК-Глобал» включены в третий уровень листинга Московской биржи. Облигациям присвоен регистрационный номер: 4B02-01-00562-R-001P. Номинальная стоимость каждой ценной бумаги составляет 1000 рублей. Размещение выпуска пройдет по открытой подписке. Срок обращения — 2190 дней.
В мае 2022 года СДЭК запустил маркетплейс CDEK.Shopping, где можно купить товары из-за рубежа.
В ноябре 2023 года стало известно, что основатель и мажоритарный акционер Леонид Гольдорт собирается продать свою долю в бизнесе перед переездом в Израиль. Компания была оценена в диапазоне от 20 до 35 млрд рублей. В апреле 2024 года появилась информация, что покупатель найден — принадлежащие Гольдорту 55,44 % компании должны перейти в один из фондов под управлением УК «Современные фонды недвижимости». Сроки и сумма сделки не разглашались.
26 мая 2024 года компания приостановила прием и выдачу отправлений. Ответственность за остановку работы сервиса доставки посылок СДЭК взяла на себя международная хакерская группа Head Mare. Взломщики утверждали, что использовали вирус-шифровальщик. Лишь 29 мая компания смогла возобновить выдачу посылок, уже находящихся на пунктах выдачи заказов. 1 июня СДЭК сообщил, что возобновил приём отправлений курьерами, а с оформленными ранее до сбоя заказами всё в порядке.
4 июля 2024 года сооснователь СДЭК Леонид Гольдорт продал свою долю в компании. Купила ее управляющая компания «Современные фонды недвижимости» — стороны не раскрыли сумму сделки.
В апреле 2025 года Cdek.Shopping запустил доставку товаров из Китая для юрлиц. Партнером Cdek.Shopping стал маркетплейс для корпоративных заказчиков Joompro, который занимается оптовыми закупками из Китая.

## Крупные утечки информации

#### 2022 год
25 февраля 2022 года на хакерском форуме RaidForums (ныне закрыт Секретной службой США) была опубликована база данных СДЭК размером 30 гигабайт, которая содержала в себе два файла: в одном — 466 млн строк, в другом — 822 млн строк.

#### 2024 год
В мае 2024 года, после хакерской атаки группировки Head Mare на сервисы СДЭК, в СМИ появилась информация о произошедшей крупной утечке информации. В сети опубликована часть данных отправителей за апрель с указанием товаров, пунктов отправки и фото посылок. В ответ на публикации пресс-служба компании отметила, что данные пользователей хранятся надёжно и в шифрованном виде. Об утечке персональных данных компания в Роскомнадзор также не сообщала.